# درختکاری

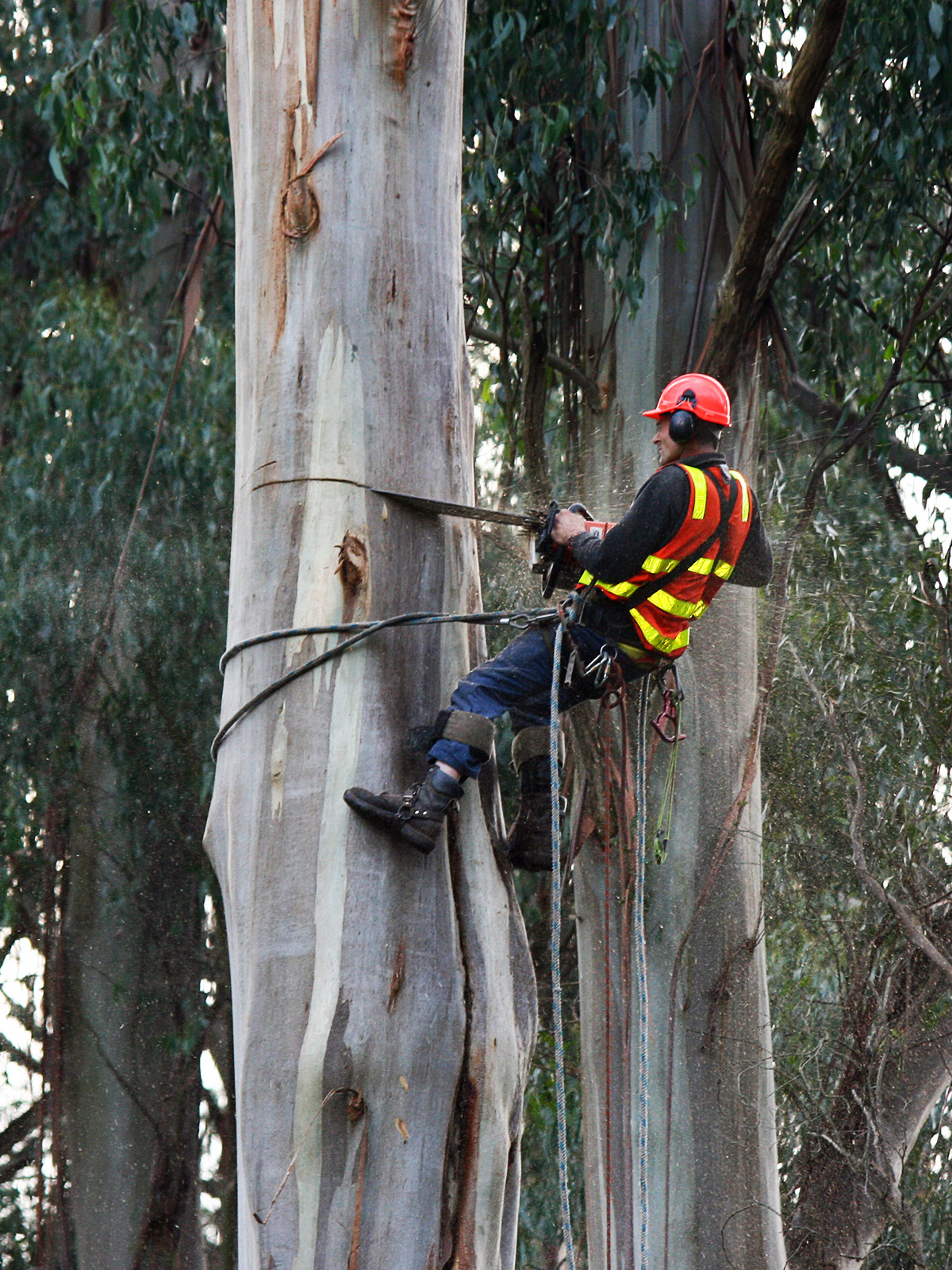
یک متخصص درختکاری در حال بریدن درخت اوکالیپتوس با استفاده از اره زنجیری در کالیستا، ویکتوریا

درختکاری (به انگلیسی: Arboriculture) کاشت، اداره و مطالعهٔ درختان، درختچه‌ها و ویره‌ها و دیگر گیاهان چوبی پایا است. این موضوع هم یک کار علمی و هم یک کار عملی است.
علم درختکاری چگونگی رشد گیاهان را مطالعه کرده و به شیوه‌های فرهنگی و محیط زیست آنها پاسخ می‌دهد. عمل درختکاری شامل تکنیکهای فرهنگی مثل انتخاب، کاشت، تربیت، کود دادن،کنترل آفات بیماری‌زا، هرس، شکل‌دادن و کندن است.
برای نامیدن فردی که در رشتهٔ درختکاری تمرین کرده یا مطالعه می‌کند، از واژهٔ درختکار یا متخصص درختکاری استفاده می‌شود.
جراح درخت معمولاً کسی است که برای برطرف کردن مشکلات و نگهداری درختان تربیت شده‌است و بنابراین بیشتر در بخشی از فرایند درختکاری مشارکت می‌کند و یک درختکار نیست.
مدیریت ریسک، مسائل قانونی، و ملاحظات زیبایی‌شناسی در رشته درختکاری نقش برجسته‌ای دارند. کسب و کارهای متفاوت نیازمند استخدام درختکاران هستند تا تحقیقات مربوط به خطرات درختان را تکمیل کرده و درختان را در محل مورد نظر برای تأمین تعهدات بهداشت حرفه‌ای مدیریت کند.
درختکاری در درجهٔ اول روی گیاهان منفرد چوبی و درختانی که برای اهداف دائمی مانند چشم‌انداز و مطبوع بودن معمولاً در باغ‌ها، پارکها، چشم‌اندازهای شهری یا محیط‌های پرجمعیت، توسط درختکاران برای لذت بردن، حفاظت و بهره‌مندی انسان نگهداری می‌شد تأکید کرد. الان این کار جزئی از باغبانی علمی محسوب می‌شود.